# Mistrovství světa v rybníkovém hokeji

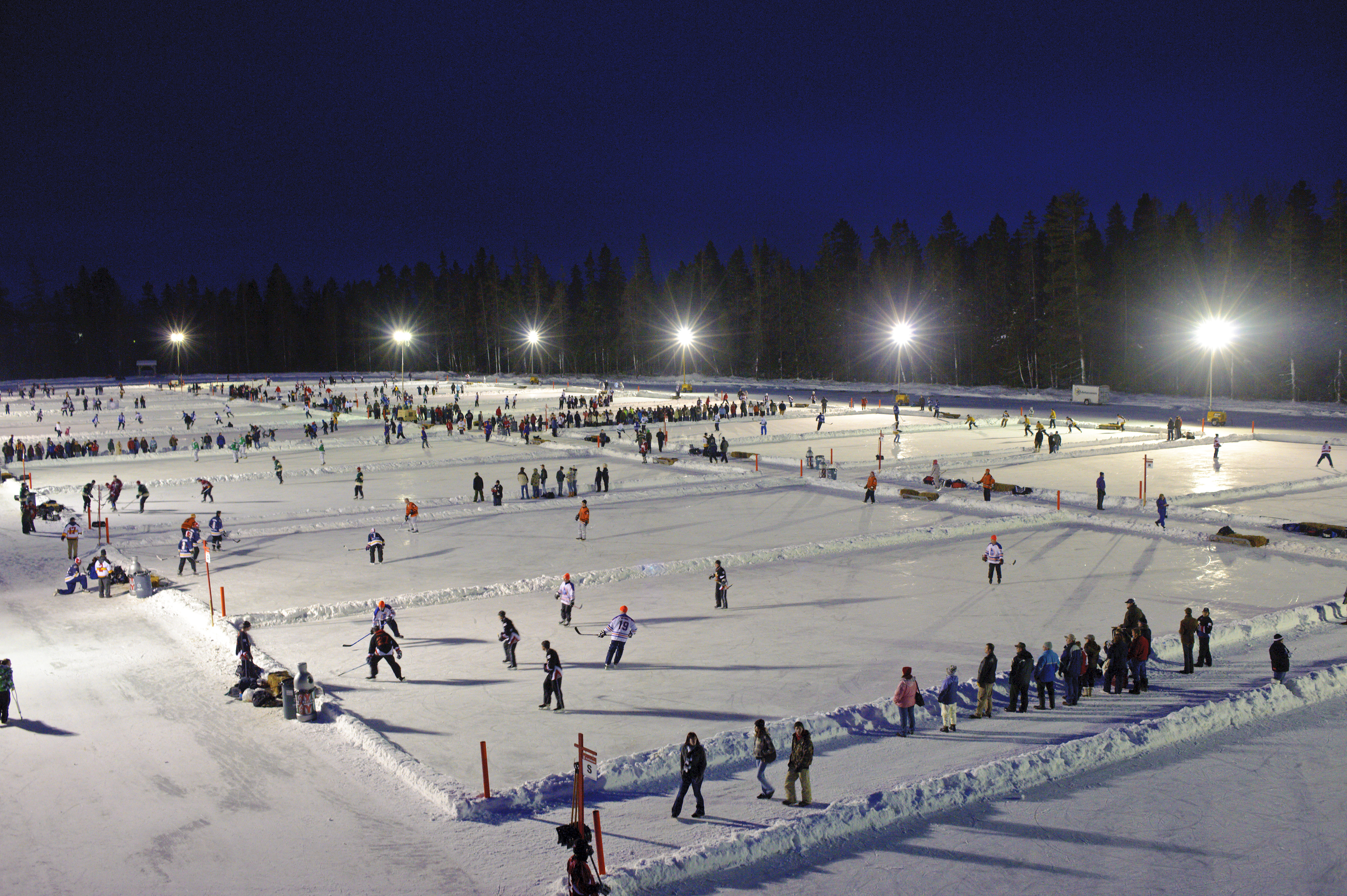
2010 fotka z turnaje

Mistrovství světa v rybníkovém hokeji je mezinárodní hokejový turnaj pořádaný v Kanadě. Rybníkový hokej je druh ledního hokeje, který se hraje na menším hřišti ve čtyřech hráčích. Mistrovství probíhá v Kanadě v obci Plaster Rock, v provincii Nový Brunšvik, na jezeře Roulston.
Česko a Slovensko jsou aktuálně jediné země, které pořádají vlastní kvalifikační turnaje (Mistrovství Česka a Mistrovství Slovenska).

## Historie
První Mistrovství světa v rybníkovém hokeji proběhlo v roce 2002. Zakladateli akce byli Tom Chamberlain a Danny Braun. Česko a Slovensko vyslalo své zástupce na turnaje poprvé v roce 2017. Od roku 2018 je Mistrovství Česka a Slovenska v rybníkovém hokeji oficiálním kvalifikačním turnajem pro mezinárodní mistrovství. Z každého kvalifikačního turnaje postupují 3 nejlepší.

## Popis
Turnaj se hraje ve čtyřech hráčích proti čtyřem bez brankáře, každý tým může mít maximálně 5 hráčů (starších 19 let). Hraje se na malém hřišti (cca 22,85 × 45,7 m) na malé brány o šířce klasických 1,83 m, ale o výšce pouze 0,25 m. Je zbudováno 20 kluzišť, aby mohlo hrát naráz 40 týmů. Zápas trvá 30 minut (2 × 15 min). Není přítomen klasický rozhodčí, jen "pozorovatel", který zapisuje skóre a rozhoduje o porušení pravidel. V zápasu se nevylučují hráči, za běžné fauly se uděluje "malý trest", což znamená připsání gólu ve prospěch druhého týmu. Každý tým hraje nejméně pět 30minutových zápasů (2 × 15 min) v průběhu tří dnů turnaje. Čtvrtý den se hraje playoff, jehož se účastní 32 nejúspěšnějších týmů z předešlé části.

## Mistři světa
| Rok       | Vítězný tým                 | Původ                                  |           | Soupiska                                                                                    |
| --------- | --------------------------- | -------------------------------------- | --------- | ------------------------------------------------------------------------------------------- |
| 2002      | Tobique Puckers             | Plaster Rock, Nový Brunšvik, Kanada    | Kanada    | Scott McNabb, Shaun Davis, Ryan Porter, David Myles                                         |
| 2003      | Progressive Planning        | Fredericton, Nový Brunšvik, Kanada     | Kanada    | Brad Tremblay, David Deap, Troy Small, Sean Smith                                           |
| 2004      | Boston Danglers             | Boston, Massachusetts, USA             | USA       | Mark Goble, Cooper Naylor, Mark Cornforth, Rob Atkinson                                     |
| 2005      | Boston Danglers             | Boston, Massachusetts, USA             | USA       | Mark Goble, Cooper Naylor, Mark Cornforth, Rob Atkinson                                     |
| 2006      | Boston Danglers             | Boston, Massachusetts, USA             | USA       | Mark Goble, Cooper Naylor, Mark Cornforth, Rob Atkinson                                     |
| 2007      | Boston Danglers             | Boston, Massachusetts, USA             | USA       | Mark Goble, Rob Beck, Mark Cornforth, Rob Atkinson                                          |
| 2008      | Wheat Kings                 | Saint John, Nový Brunšvik, Kanada      | Kanada    | David Myles, Charlie Cameron, Bob Brown, Jeff Peddigrew                                     |
| 2009      | Wheat Kings                 | Saint John, Nový Brunšvik, Kanada      | Kanada    | David Myles, Charlie Cameron, Bob Brown, Jeff Peddigrew                                     |
| 2010-Muži | New York Boars              | New York, New York, USA                | USA       | Steve Malley, Brad Parsons, Mike Sayre, Chris Corrinet, Chris Dirkes                        |
| 2010-Ženy | STU Has-Been Tommies        | Fredericton, Nový Brunšvik, Kanada     | Kanada    | Zachary Boudreau, Rebekah Thompson, Amy MacLennan, Sarah Braam, Kristina O'Brien            |
| 2011-Muži | New York Boars              | New York, New York, USA                | USA       | Steve Malley, Brad Parsons, Tyler Moyer, Steve Shirreffs, Chris Dirkes                      |
| 2011-Ženy | Hilltop Bud Lights          | Fredericton, USA                       | Kanada    |                                                                                             |
| 2012      | Hilltop Budweisers 2012     | Fredericton, Nový Brunšvik, Kanada     | Kanada    | Brad Henderson,Fred Walsh,Adam Nelson,Jason Nelson,Shawn Mersereau                          |
| 2013      | The Acadian Boys            | Tracadie-Sheila, Nový Brunšvik, Kanada | Kanada    | Ulysse Brideau, Martin Mcgraw, Glen Ferguson, Martin Richard, Jeff Wilson                   |
| 2014      | The Acadian Boys            | Tracadie-Sheila, Nový Brunšvik, Kanada | Kanada    | Ulysse Brideau, Martin Mcgraw, Glen Ferguson, Martin Richard, Jeff Wilson                   |
| 2015      | The Acadian Boys            | Tracadie-Sheila, Nový Brunšvik, Kanada | Kanada    | Ulysse Brideau, Martin Mcgraw, Glen Ferguson, Martin Richard, Jeff Wilson                   |
| 2016      | The Acadian Boys            | Tracadie-Sheila, Nový Brunšvik, Kanada | Kanada    | Ulysse Brideau, Martin Mcgraw, Glen Ferguson, Martin Richard, Jeff Wilson                   |
| 2017      | The Acadian Boys            | Tracadie-Sheila, Nový Brunšvik, Kanada | Kanada    | Ulysse Brideau, Martin Mcgraw, Glen Ferguson, Martin Richard, Jeff Wilson                   |
| 2018      | Starý Pušky                 | Žďár nad Sázavou, Česko                | Česko     | Aleš Stoček, Miroslav Bukáček, Petr Janda, Jiří Plachý, Pavel Pelán, Ondřej Mařata (trenér) |
| 2019      | Captains Náměšť nad Oslavou | Náměšť nad Oslavou, Česko              | Česko     | Jiří Krčál, Petr Lainka, Martin Pejchal, Mirek Bednář, Ondra Kohút                          |
| 2020      | Doiron Sport Aces           | Saint John, Nový Brunšvik, Kanada      | Kanada    | Dave Myles, Peter Boyd, Stacey Smallman, Bob Brown, Ryan Burgoyne                           |
| 2021      | (nehrálo se)                |                                        |           | Turnaj zrušen kvůli nemoci Covid-19                                                         |
| 2022      | (nehrálo se)                |                                        |           | Turnaj zrušen kvůli nemoci Covid-19                                                         |
| 2023      | Frosty Shots Bratislava     | Bratislava, Slovensko                  | Slovensko |                                                                                             |